# Laser Interferometer Gravitational-Wave Observatory
Le Laser Interferometer Gravitational-Wave Observatory (« Observatoire d'ondes gravitationnelles par interférométrie laser »), en abrégé LIGO, est une expérience de physique à grande échelle dont le but est de détecter directement les ondes gravitationnelles. 
Cofondé en 1992 par Kip Thorne et Ronald Drever du Caltech et Rainer Weiss du MIT, le LIGO est un projet conjoint entre les scientifiques du MIT, du Caltech et de nombreuses autres institutions et universités. L'analyse des données astronomiques sur les ondes gravitationnelles est à la charge du LIGO Scientific Collaboration (LSC) qui regroupe 900 scientifiques dans le monde. LIGO est financé par la National Science Foundation (NSF), avec des contributions importantes du UK Science and Technology Facilities Council (Royaume-Uni), de la Société Max-Planck (Allemagne) et de l'Australian Research Council (Australie). À la mi-septembre 2016, le plus grand centre mondial sur les ondes gravitationnelles devrait terminer une rénovation complète de 5 ans et 200 millions de dollars, pour atteindre un coût total de 620 millions de dollars. LIGO est le projet le plus grand et le plus ambitieux financé par la NSF.
D'autres détecteurs similaires à LIGO sont en fonctionnement dans le monde, notamment l'interféromètre européen Virgo, construit à Cascina en Italie. Depuis 2007, Virgo et LIGO sont liés par un accord de collaboration incluant l'échange des données enregistrées par les différents détecteurs et une politique de publication commune des résultats de physique obtenus en analysant conjointement ces données. Cette coopération est nécessaire : les détecteurs interférométriques géants ne sont pas directionnels (ils observent l'ensemble du ciel) et cherchent des signaux d'amplitudes extrêmement faibles, rares et perturbés par des bruits instrumentaux d'origines très variées. Ainsi, seule la détection simultanée d'une onde gravitationnelle dans plusieurs instruments permettra de conclure à une découverte et d'obtenir des informations sur la source de ce signal.
Les deux détecteurs LIGO sont des interféromètres de Michelson géants d'une longueur de 4 km construits aux États-Unis : au complexe nucléaire de Hanford dans l'État de Washington et à Livingston (Louisiane).
Le LSC se charge également d'étudier la conception de capteurs plus sensibles.
Le prix Nobel de physique a été attribué en 2017 à Rainer Weiss, Barry C. Barish et Kip Thorne pour « leurs contributions décisives à la conception du détecteur LIGO et à l’observation des ondes gravitationnelles » dont la découverte avait déjà valu un prix Nobel en 1993 à une autre équipe (infra).

## Mission

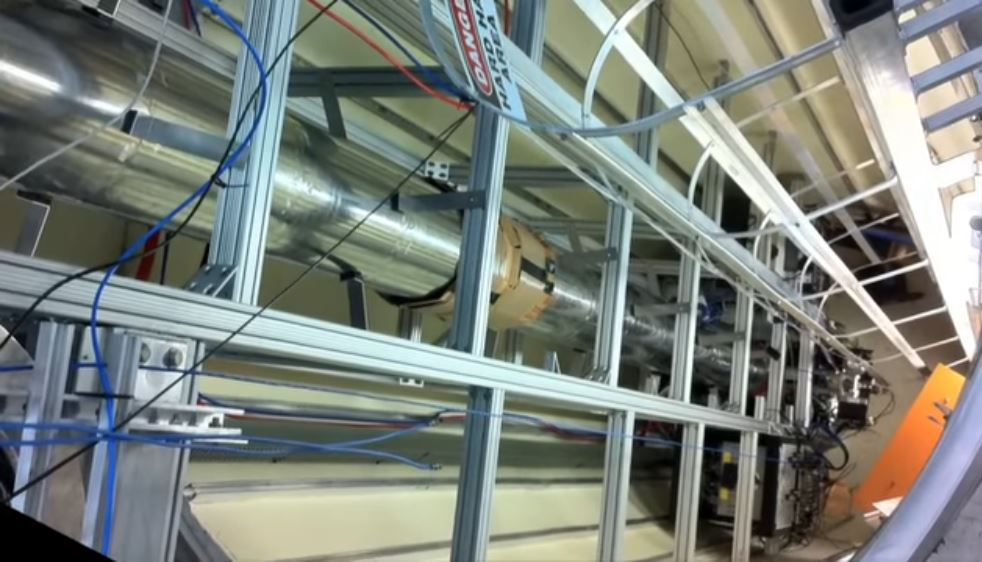
Vue intérieure d'une partie d'un bras de l'interféromètre.

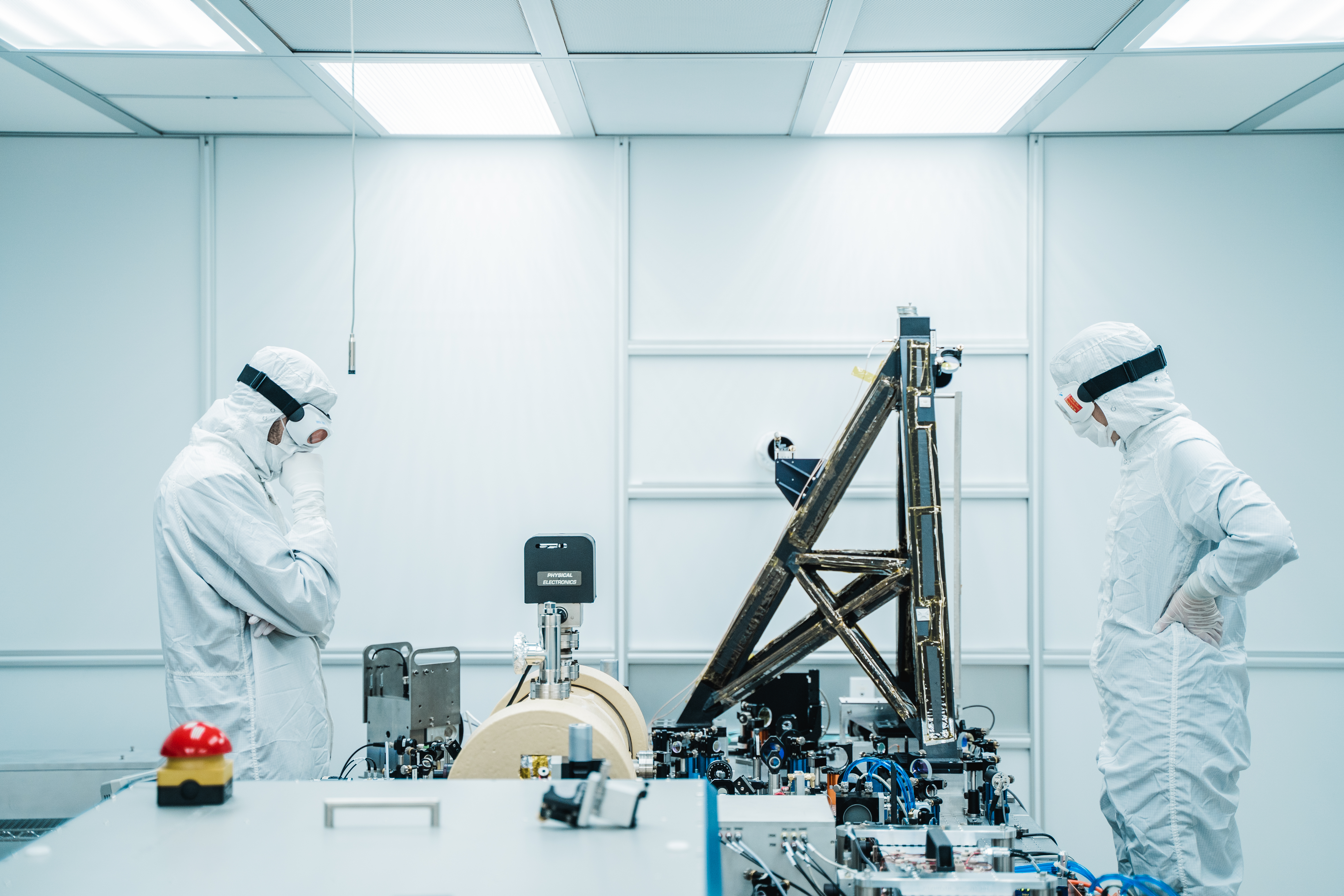
Scientifiques au travail dans le Ligo d'Anford. Ils réalisent une opération de maintenance sur le laser sensible aux ondes gravitationnelles en 2019.

La mission du LIGO est d'observer directement les ondes gravitationnelles d'origine cosmique. Ces ondes ont été prédites la première fois en 1916 par la théorie de la relativité générale d'Einstein alors que la technologie nécessaire à leur détection n'existait pas encore. Leur existence a été confirmée indirectement en 1974, quand les observations du pulsar binaire PSR B1913+16 ont montré un raccourcissement de son orbite correspondant aux prédictions d'Einstein, dû à la perte d'énergie liée au rayonnement gravitationnel. Le prix Nobel de physique a été attribué en 1993 à Russell Alan Hulse et Joseph Hooton Taylor pour cette découverte.

## Observations
Le 11 février 2016, une observation directe d'ondes gravitationnelles par LIGO datée du 14 septembre 2015, issues de la collision de deux trous noirs, est annoncée lors d'une conférence,. Cette détection est nommée GW150914, GW de l'anglais "Gravitational waves" (ondes gravitationnelles) auquel on a accolé la date de détection.
Physical Review Letters annonce le 15 juin 2016 qu'une deuxième collision a été détectée le 26 décembre 2015 (GW151226), correspondant à deux trous noirs d'une dizaine de masses solaires.
Une troisième collision est détectée le 4 janvier 2017 (GW170104) entre deux trous noirs deux fois plus éloignés que les précédents, à environ 3 milliards d'années-lumière. Ces trous noirs qui avaient des masses équivalentes à 31,2 et 19,4 masses solaires ont fusionné en une masse équivalente à 48,7 Soleils. Ce qui signifie que lors de cet événement l'énergie d'à peu près deux Soleils a été transformée en ondes gravitationnelles avant d'être détectée par LIGO et Virgo.
L'ensemble des observations de LIGO et Virgo permet d'évaluer le nombre de fusions de trous noirs dans l'Univers à plus de 12 par gigaparsec cube par an (un cube de 3,26 milliards d'années-lumière de côté).
Le 17 août 2017, des ondes gravitationnelles émises par la fusion de deux étoiles à neutrons sont détectées (GW170817). Un rayonnement électromagnétique de haute énergie (sursaut gamma GRB 170817A ) correspondant à l'événement est enregistré deux secondes plus tard par le télescope spatial Fermi. L'origine des ondes gravitationnelles et du sursaut gamma est localisée « dans la galaxie NGC 4993 située à 130 millions d’années-lumière ».

## Évolution
En février 2019 est annoncé le financement, à hauteur de 35 millions de dollars US, d'un doublement de la sensibilité de LIGO. Cette évolution devrait permettre, à partir de 2023, de détecter une fusion de trous noirs par heure.

## LIGO-India
LIGO-india est une collaboration entre la collaboration LIGO et l'Inde dans le but d'y implanter un nouveau détecteur d'onde gravitationnelles. Ceci permettra ainsi d'étendre le réseau de détection pour une meilleure sensibilité. La mise en route est prévue en 2024.